# Niccolò Matas
Pour les articles homonymes, voir Matas (homonymie).
Niccolò Matas (Ancône, 1798 - Florence, 1872) est un architecte italien du XIXe siècle, surtout actif en Toscane.

## Biographie
Issu d'une famille juive, il étudie à l'Académie de Beaux arts de Rome et ensuite il part à Florence où il devient enseignant de l'académie à partir de 1825 et où se déroula une grande partie de son activité comme architecte.
Il fut un des plus importants architectes qu'ont développé le style néogothique dans la ville, même si parfois ses œuvres suivent un langage plus classique, influencé par le purisme toscan.
Il reçoit quelques très importantes commandes, parmi lesquelles la façade pour la Basilique Santa Croce, projetée en 1837 et réalisée en 1854 et 1853 avec la collaboration du sculpteur Giovanni Duprè.
Il a été un des participants au concours de 1843 pour la façade de Santa Maria del Fiore, gagné par Emilio De Fabris.
Entre 1850 et 1855 il établit le projet du Cimitero delle Porte Sante que Gaetano Baccani terminera après sa mort.
Il a travaillé aussi dans autres villes : à Ancone, pour le nouveau Théâtre (1835), les Bains Publics et la restauration de la coupole du Dôme ; sur l'Île d'Elbe, toujours pour Anatole Demidoff, il construisit la Villa Napoleonica près de la Villa San Martino (1851).
Il a publié également des livres et des opuscules sur la réalisation de ses œuvres, et l'éloge de Baldassarre Peruzzi en 1850.

## Œuvres
- façade de Santa Croce
- Villa Demidoff di San Martino, île d'Elbe
- Cimitero delle Porte Sante, près de San Miniato al Monte